# La Guerre des privés
Pour les articles homonymes, voir Justice (homonymie).
La Guerre des privés est une série télévisée française réalisée par Jean-Gérard Imbar et Josée Dayan. La série a été diffusée sur TF1 du 23 avril 1992 au 28 avril 1994. Il s'agit de la seule participation de Robert Lamoureux dans une série télévisée en tant que rôle principal.

## Synopsis
Autrefois détective associés De Lambrolle et Fracher sont devenus rivaux.

## Fiche technique
- Réalisation : Jean-Gérard Imbar et Josée Dayan
- Scénario : Jean-Gérard Imbar et Josée Dayan
- Durée : 90 minutes

## Distribution
- Julie Jezequel : Nadia
- Robert Lamoureux : De Lambrolle
- Virginie Pradal : Solange
- Daniel Prévost : Fracher
- Luc Thuillier : Freddy

## Liste des épisodes (1992-1994)
1. La Guerre des privés
2. Deux morts sans ordonnance
3. Tchao poulet